# 大内正己
大内 正己（おおうち まさみ、1976年1月21日 - ）は、日本の天文学者。専門は観測的宇宙論、銀河天文学。博士（理学）（東京大学、2003年）。現在は、東京大学宇宙線研究所教授、国立天文台科学研究部教授、カブリ数物連携宇宙研究機構科学研究員。

## 略歴
- 1994年 - 東京都立八王子東高等学校卒業
- 1997年 - カリフォルニア大学サンタバーバラ校交換留学（1年間）
- 1999年 - 東北大学理学部宇宙地球物理学科卒業
- 2001年 - 東京大学大学院理学系研究科天文学専攻修士課程修了
- 2001年 - 日本学術振興会特別研究員-DC
- 2003年 - 東京大学大学院理学系研究科天文学専攻博士課程修了（当該専攻初の特例による短縮修了[1]）
- 2004年 - 国立天文台ハワイ観測所プロジェクト研究員
- 2004年 - アメリカ合衆国 宇宙望遠鏡科学研究所 ハッブル・フェロー（日本人で初[1]。）
- 2007年 - アメリカ合衆国 カーネギー研究所 カーネギー・フェロー
- 2010年 - 東京大学宇宙線研究所 准教授、カブリ数物連携宇宙研究機構 科学研究員
- 2019年 - 東京大学宇宙線研究所 教授、国立天文台科学研究部 教授

## 業績
- すばる望遠鏡を使い宇宙初期の大規模構造と最も遠い銀河団を発見[2]。
- 同じくすばる望遠鏡を用いて銀河が暗黒物質の中で形成されていることを発見[3]。
- ヒミコを発見。ビッグバンから約8億年後（現在は約138億年後）の宇宙に55,000光年の巨大天体を発見した[要出典]。
- 初期宇宙に特有な、水素のライマン・アルファ輝線で輝く銀河 (LAE) の観測により、誕生後10億年の宇宙にはすでに銀河がなす大規模構造ができていることを発見した[要出典]。

他、多数の国際共同研究に貢献。

## 受賞
- 1997年 - ヨシ・エス・クノ奨学賞（東北大学）
- 2008年 - 日本天文学会研究奨励賞
- 2013年 - Beatrice M. Tinsley Research Scholar
- 2014年 - 文部科学大臣表彰若手科学者賞
- 2019年 - 日本学術振興会賞
- 2019年 - 日本学士院学術奨励賞

## 著書

### 単著
- 大内正己『宇宙の果てはどうなっているのか？ー謎の古代天体ヒミコに挑む』、宝島社、2014年、ISBN 978-4-8002-2639-6

### 共著
- 池内了・半田利弘・大内正己・橋本樹明 指導・執筆 『宇宙』 小学館 〈小学館の図鑑NEO〉、2004年、ISBN 4092172095。
- 池内了・大内正己・勝川行雄・川村静児ほか 指導・執筆 『宇宙』 小学館 〈小学館の図鑑NEO〔新版〕〉、2018年、ISBN 978-4092173095

他、『天文学がわかる。』 (アエラムック (52))など。

### 訳書
- ステファン・ジェームズ・オメーラ 『メシエ天体カタログ』 磯部琇三ほか訳、ニュートンプレス、2000年。